# Fen & jag
Fen & jag (Fen och Jag) — (рус. "Фея и я") — песня, записанная шведской певицей Хеленой Юсефссон, первый сингл с её второго сольного альбома, впервые опубликованный в октябре 2009 года.

## История записи
Сингл был записан и выпущен во время подготовки релиза второго сольного альбома певицы. В записи принимали участие супруг Хелены, Мартиник Юсефссон и Пер Блюмгрен, музыкант из группы Sandy Mouche. По словам Хелены, в песне поётся о том, как она однажды встретила фею, которая сказала, что может подарить ей новую жизнь, возможность переживать жизнь снова и снова, так чтобы можно было бы избавиться ото всех ошибок и от печали, через которую Хелене пришлось пройти. Но героиня песни отвечает фее, что все слезы и весь смех сделали её такой, кто она есть сейчас и она не хочет ничего менять. Через все это стоило пройти.
Во время записи песни годовалый сын певицы Дидрик играл на полу и звуки, которые он издавал случайно попали в запись, но их почти не слышно и было решено их не удалять. Хелена утверждает, что их можно услышать на 1:17.
В поддержку сингла Хелена выступила в клубе «Театр 23» (Мальмё, Швеция) 13 и 14 ноября 2009 года на совместном концерте с певицей Малиной Нильссон.

## Видеоклип
Видеоклип был снят на побережье Северного моря в Тилосанде, пригороде Хальмстада, Швеция. Авторы сценария видео: Аннетт Линдквист и Хелена Юсефссон. Оператор: София Юсефссон. Ассистент: Каролина Юсефссон. Продюсеры: Мартин Юсефссон и Пер Блюмгрен.